# Сао (спутник)
Сао (др.-греч. Σαώ) — нерегулярный спутник планеты Нептун с прямым орбитальным обращением.
Названа по имени одной из нереид из греческой мифологии.
Также обозначается как Нептун XI.

## История открытия
Сао была открыта Мэтью Холманом, Джоном Кавеларсом, Томми Гравом, Уэсли Фрейзером, Дэном Милисавлевичем по снимкам, сделанным в августе 2002 года с помощью 4-м телескопа «Бланко» обсерватории Серро-Тололо.
Спутник получил временное обозначение S/2002 N 2.
Собственное название было присвоено 3 февраля 2007 года.

## Характеристики
Спутник находится в так называемом резонансе Кодзая, то есть наклонение и эксцентриситет связаны (при уменьшении наклона орбиты увеличивается эксцентриситет, и наоборот).